# Cochranella riveroi
Cochranella riveroi är en groddjursart som först beskrevs av Jose Ayarzagüena 1992.  Cochranella riveroi ingår i släktet Cochranella och familjen glasgrodor. IUCN kategoriserar arten globalt som sårbar. Inga underarter finns listade i Catalogue of Life.